# サンヨー食品 (愛媛県)
サンヨー食品株式会社（サンヨーしょくひん、SANYO FOODS Co.,LTD.）は、愛媛県四国中央市に本社を置く食品メーカーである。また、「業務スーパー」を展開する神戸物産のフランチャイジーとして愛媛県・高知県・東京都において「業務スーパー」を展開している。

## 主要事業所
- 本社・本社工場 - 愛媛県四国中央市川之江町4105番地17
- 妻鳥工場 - 愛媛県四国中央市妻鳥町413番地の1
- 新居浜工場 - 愛媛県新居浜市阿島1丁目6番地72
- 東京支店 - 東京都港区浜松町1丁目18-11 イマスオフィス浜松町１F
- 大阪営業所 - 大阪府大阪市淀川区西中島3丁目10-12 サムティ西中島ビル602号

## 沿革
- 1978年（昭和53年）6月 - 会社設立。冷凍食品の製造開始（コロッケ、白身フライ、かきフライ）。
- 1989年（平成元年）11月 - トンネルフリーザー2基導入、コロッケライン増設。
- 1991年（平成3年）10月 - 自動フライヤー導入、えび天ぷらの製造開始。
- 1992年（平成4年）11月 - 本社工場新築完成、本社移転。トンネルフリーザー1基導入、コロッケライン増設。
- 1994年（平成6年）11月 - スパラルフリーザー1基導入。
- 1996年（平成7年）11月 - X線異物検出器導入（コロッケライン）。
- 1997年（平成9年）11月 - X線異物検出器導入（かきフライライン）。
- 1998年（平成10年）11月 - 冷凍物流センター完成。
- 1999年（平成11年）
  - 5月 - 冷蔵庫2基完成。
  - 9月 - 新居浜（かきフライ）工場完成。
  - 11月 - 新居浜工場、かきフライ第二ライン増設。
- 2000年（平成12年）5月 - 東京営業所・大阪営業所開設、貿易業務開始。
- 2003年（平成15年）8月 - 業務スーパー松山中央店オープン。
- 2004年（平成16年）
  - 7月 - 業務スーパー東長戸店オープン。
  - 9月 - 本社工場（コロッケライン）増築、じゃがいも保管専用冷蔵庫新設。
  - 11月 - 業務スーパー高須店オープン。
- 2005年（平成17年）
  - 1月 - 新居浜工場、かきフライライン増設。物流センター新設。
  - 4月 - 業務スーパー保免西店オープン。
  - 8月 - 業務スーパー新居浜店オープン。
  - 12月 - 業務スーパー南川添店オープン。
- 2006年（平成18年）2月 - 業務スーパー今治店オープン。
- 2009年（平成21年）12月 - 業務スーパー高円寺店オープン。
- 2014年（平成26年）6月 - 業務スーパー道後店オープン。
- 2015年（平成27年）9月 - 業務スーパー四国中央店オープン。
- 2019年（平成31年 / 令和元年）
  - 4月 - 業務スーパー石神井台店オープン。
  - 10月 - 業務スーパー松山和泉店オープン。
- 2021年（令和3年）12月 - 業務スーパー松山平田店オープン。
- 2023年（令和5年）10月-業務スーパー西条店オープン
- 2024年（令和6年）4月-新居浜工場がFSSC22000を取得
- 2024年（令和6年）9月-新居浜工場が欧州連合(EU)向け輸出水産食品取扱施設に認定

## 業務スーパー
神戸物産の「業務スーパー」を愛媛県（8店舗）・高知県（2店舗）・東京都（2店舗）、計12店舗を展開している。

### 店舗一覧
- 川之江店 - 愛媛県四国中央市
- 新居浜店 - 愛媛県新居浜市
- 今治店 - 愛媛県今治市
- 西条店-愛媛県西条市
- 松山中央店 - 愛媛県松山市
- 道後店 - 愛媛県松山市
- 松山和泉店 - 愛媛県松山市
- 松山平田店 - 愛媛県宇和島市
- 高須店 - 高知県高知市
- 南川添店 - 高知県高知市
- 高円寺店 - 東京都杉並区
- 石神井台 - 東京都練馬区

## 関連会社
- サンフーズ
- アシスト